# Цилла

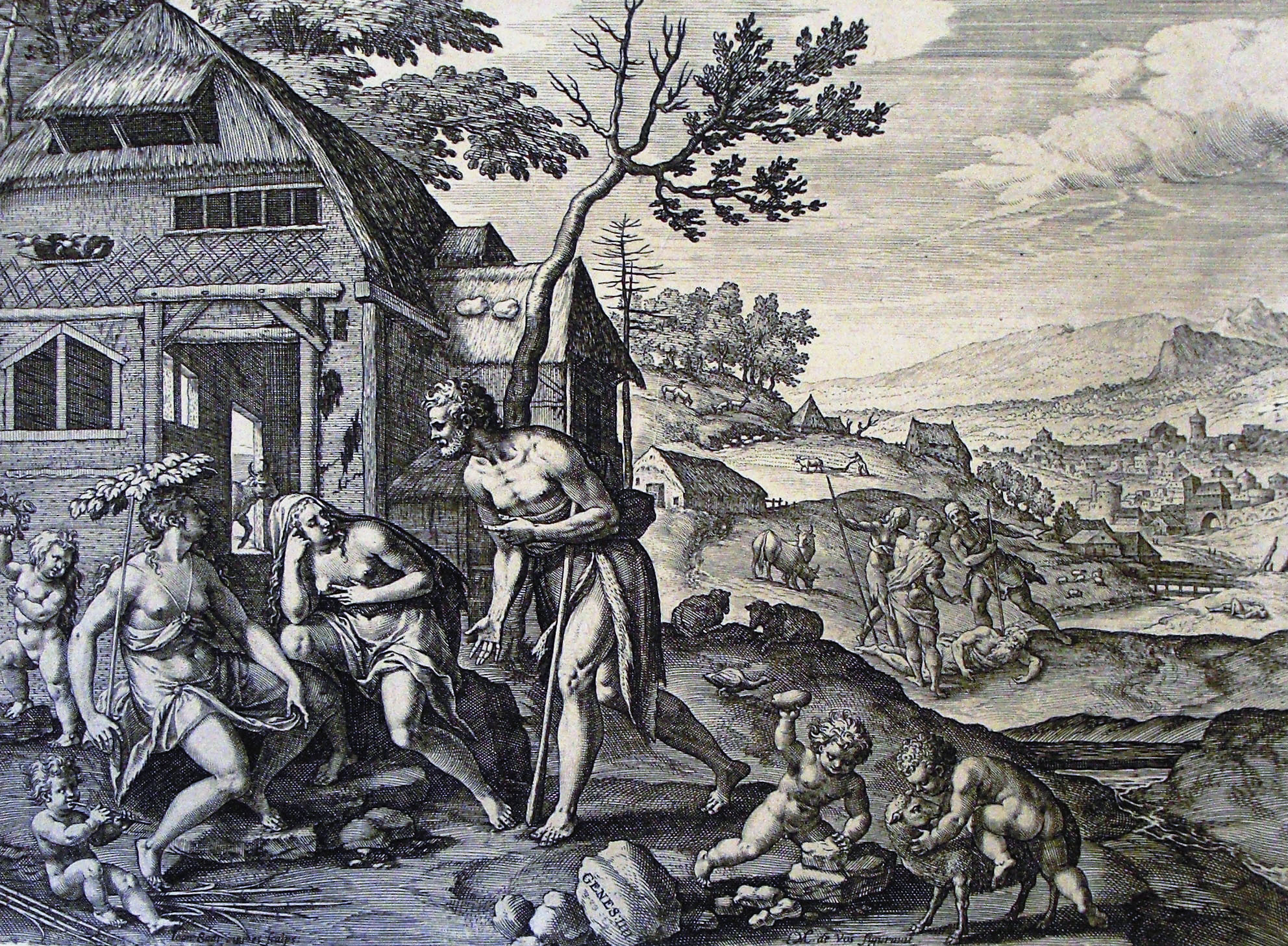
Ламех и две его жены.

Цилла (ивр. צִלָּה‎, Ци́ля — «тень») — библейское лицо Ветхого завета.
По Книге Бытия — вторая жена Ламеха, потомка Каина; мать Ноемы и Тубал-Каина.
Согласно Книге Яшера (Праведного):
- дочь Каинана (сына Аноша (Еноха), сына Шета (Сифа)), сестра Ады[6];
- жена Ламека (Ламеха), сына Матушлаха (Мафусала), сына Хенок (Еноха), потомка Шета (Сифа)[7].